# Ethical Fashion Show
L’Ethical Fashion Show est une manifestation annuelle, lancée par Isabelle Quéhé en 2004 à Paris, qui vise à mettre en lumière les valeurs et les créateurs de la mode éthique. L'Ethical Fashion Show vise à appuyer la diffusion du concept de mode éthique. 

## Genèse
Les prémisses de l'Ethical Fashion Show remontent au début des années 2000. Fondatrice de l’association Universal Love, Isabelle Quéhé organisait alors des marchés nomades multiethniques à Paris, offrant, tous les deux mois, un week-end d’exposition à une cinquantaine de créateurs de mode inconnus du grand public. De ces marchés à l’Ethical Fashion Show, il n'y avait qu'un  pas, un changement d'échelle. Le premier salon entièrement consacré à la mode éthique prend naissance en 2004. 

## L'Ethical Fashion Show de 2004 à 2012
L'Ethical Fashion Show a été un révélateur de nombreux créateurs, démontrant que mode et éthique pouvaient se conjuguer sans interférence. Ainsi, la première édition d’Ethical Fashion Show mettait déjà en lumière deux marques aujourd'hui connues : les baskets Veja et la griffe de survêtements Misericordia. L'affluence de ce salon de trois jours a été de 4 000 à 5 000 visiteurs lors de sa dernière édition (2012). L'Ethical Fashion Show s'est déplacé à Milan et à Barcelone. 
En 2010, Messe Frankfurt, organisateur mondial de salons dans 151 pays rachète l'Ethical Fashion Show, qui peine à trouver un modèle économique. Isabelle Quéhé reste à la tête de l'organisation du salon. Une des causes des difficultés est que le secteur de la mode éthique a du mal à décoller sur le plan économique, notamment en France. Nombre de marques nées en 2005-2006 ont fermé leurs portes en 2012 - 2013. 
La dernière édition de l'Ethical Fashion Show à Paris, jusqu'à aujourd'hui (2013) est celle de 2012,. L'édition française 2013 de l'Ethical Fashion Show ayant été annulée par les organisateurs. En janvier 2013 l'Ethical Fashion Show a cependant lieu à Berlin.

## Valeurs et principes
Les objectifs de l'Ethical Fashion Show sont définis par ses organisateurs ainsi :
- Faire connaître la mode éthique à un public plus large
- Donner une image plus actuelle, mode et professionnelle à la mode éthique
- Regrouper  et unifier les acteurs de la mode éthique et biologique
- Créer des échanges et favoriser les relations: Faciliter le dialogue commercial entre les différentes entreprises concernées par la mode éthique, et constituer un relais d’information auprès de toutes les parties intéressées.

Les participants au salon doivent signer une Charte d’engagement sur un ensemble de valeurs et de pratiques. Un jeu de six pictogrammes permet d'identifier les engagements de chaque marque :
- Matières biologiques
- Matières naturelles
- Projets sociaux
- Savoir-faire
- Recyclage
- Commerce équitable